# Eda Lichtman
Eda Lichtman, nata Fischer (Jarosław, 1º gennaio 1915 – Israele, 1993), è stata una superstite dell'Olocausto polacca naturalizzata israeliana, una dei pochi sopravvissuti alla rivolta del campo di sterminio di Sobibór.

## Biografia
Eda Fischer giunse al campo di sterminio di Sobibór nel giugno del 1942; sopravvisse alla selezione sulla rampa ferroviaria e fu assegnata alla lavanderia dei campi 1 e 2. Lì conobbe Itzhak Lichtman, che dopo la guerra sarebbe diventato suo marito, e che durante la rivolta del 14 ottobre 1943, assieme ad un altro detenuto, riuscì ad assassinare con un'ascia il soldato delle SS Josef Vallaster.
Dopo la guerra Eda testimoniò durante il processo contro Adolf Eichmann e collaborò con l'Istituto Storico Ebraico in Polonia, oltre che con Yad Vashem. Lei e il marito emigrarono negli anni '50 in Israele. La sua testimonianza sulle vicende di Sobibór è stata raccolta da Richard Rashke nel suo libro Fuga da Sobibór.

## Nella cultura di massa
Eda Lichtman fu interpretata dall'attrice Patti Love nel film per la televisione Fuga da Sobibor del 1987.